# Mihaela Martin
Mihaela Martin   (Bucarest, 1958) és una violinista i professora universitària romanesa.

## Biografia
Mihaela Martin va començar estudiar violí amb el seu pare i posteriorment va ser alumna d'Ștefan Gheorghiu, un alumne de George Enescu i David Oistrach. Com a primera guanyadora del Concurs Internacional de Violí d'Indianapolis el 1982, va debutar al Carnegie Hall i a la Biblioteca del Congrés dels Estats Units a Nova York poc després. Ha estat solista de la BBC Symphony Orchestra, la Royal Philharmonic Orchestra, l'Orquestra del Gewandhaus de Leipzig, la Mozarteum Orchestra de Salzburg i l'Orquestra Simfònica Mont-real, i ha treballat amb directors com Kurt Masur, Nikolaus Harnoncourt, Charles Dutoit i Neeme Järvi. També ha actuat en conjunts de música de cambra amb Martha Argerich, Elisabeth Leonskaja, Iuri Baixmet, Leon Fleisher i Menahem Pressler, a països com Itàlia, Noruega, el Regne Unit, França, Israel, Alemanya, Grècia, Romania o Suïssa.
És membre fundadora del Michelangelo String Quartet (2002), com a violí principal, del qual també formen part Daniel Austrich, Nobuko Imai (viola), Frans Helmerson (violoncel) i Stephan Picard com a segon violí.
És professora de la Universitat de Música i Dansa de Colònia, de la Haute Ecole de Musique de Ginebra i de l'Acadèmia Kronberg des del 2013 També és membre habitual en concursos internacionals. El seu violí, construït per Giovanni Battista Guadagnini, és del 1748.
Mihaela Martin és considerada una de les virtuoses del violí més destacades de la seva generació. La seva carrera l'ha porta a fer gires de concerts per tot el món (Bèlgica, Alemanya, Itàlia, Japó, Nova Zelanda, Rússia, Corea del Sud, Suècia, entre d'altres). ha actuat a la ràdio i la televisió i ha gravat diversos CD.

## Premis i distincions
Mihaela Martin ha estat guardonada en nombrosos concursos internacionals. L'any 1978 va obtenir el segon premi del Concurs Internacional Txaikovski de Moscou, a qual van seguir altres guardons a Brussel·les, Mont-real i Sion, entre d'altres. En l'any inaugural del Concurs Internacional de Violí d'Indianàpolis va guanyar el primer premi, fet que va suposar un el primer impuls en la seva carrera internacional.